# Army of Two: The 40th Day
Army of Two: The 40th Day är ett datorspel inom genren tredjepersonsskjutare utvecklat av EA Montreal och utgivet av Electronic Arts för spelkonsolerna Xbox 360, Playstation 3 och Playstation Portable. Det är uppföljaren till Army of Two. Army of Two: The 40th Day släpptes den 12 januari 2010 i Nordamerika och 15 januari 2010 i Europa.
Army of Two: The 40th Day fokuserar på två spelares kooperativa spelande. Spelet presenterar ännu en gång Tyson Rios och Elliot Salem som stridande partners, som med hjälp av sin handledare Alice Murray, måste kämpa för att överleva och ha företräde framför invasionsstyrkorna som uppslukade hela staden Shanghai, Kina i en förödande terroristattack. En demo av spelet har släppts på Xbox Live och Playstation Network.

## Gameplay
Mer vapen och uppgraderingar kommer att finnas tillgängliga, och tillade utbytbara uppgraderingar mellan vapen, som att lägga pipan på ett gevär till en annan. Det "pimpade" alternativet återvänder med nya kamouflage-system. Vapen kan nu också fås från nedskjutna fiender och har ökat spelarens arsenal till fyra vapen (jämfört med tre i Army of Two). Kulor kan tränga genom svagare material som trä och plåt. Vissa vapen kan endast låsas upp av olika moral stunder, både bra och dåliga resultat. Vapendelar kan erhållas i spelets nivåer gratis, antingen genom att söka bepansrade lådor (som är låsta så snart fienden känner av spelarens närvaro) eller helt enkelt att bara leta.
Nya Heavy och Super Heavy fiender kan visas att bära tjock pansar och kräver ofta en särskild metod för attack för att besegra, såsom att skjuta gasbehållare eller påsar granat på just den fienden. Super Heavy fiender kommer att bära vapen som inte kan köpas eller hittas på annat sätt, till exempel en eldkastare eller en Gatling gun.

## Handling
Tyson Rios och Elliot Salem börjar i spelet några år efter händelserna där första spelet slutar. De egenföretagar privatmilitära entreprenörerna Rios och Salem driver, med hjälp av Alice Murray, ett eget privat företag vid namn Trans World Operations (TWO). De är engagerade i ett rutinmässigt uppdrag i Shanghai när saker går som sämst. En grupp PMC arbetar tillsammans för att anfalla staden, som då orsakar förödelse och hotar Rios och Salems överlevnad. Rios och Salem måste tillsammans kämpa sig igenom denna invasion och försöka komma ut ur Shanghai levande.